# Юрков, Андрей Сергеевич
Андре́й Серге́евич Юрко́в (18 ноября 1983, Красноярск) — российский бобслеист, разгоняющий, выступающий за сборную России с 2004 года. Участник зимних Олимпийских игр 2010 года в Vancouver (8 место), чемпион России и юношеского мирового первенства, призёр этапов Кубка мира и Европы, мастер спорта международного класса.

## Биография
Андрей Юрков родился 18 ноября 1983 года в Красноярске. С детства занимался лёгкой атлетикой, позже поступил в СДЮСШОР по санному спорту министерства спорта, туризма и молодёжной политики Красноярского края, где обучался бобслею у тренеров Сергея Смирнова и Анатолия Челышева. В 2004 году одержал победу в бобслее среди четырёхместных экипажей в Первой зимней спартакиаде учащихся. Окончил в 2006 году ФГБОУ ВПО «Красноярский государственный педагогический университет им. В. П. Астафьева», в 2010 году заочно аспирантуру. Кандидат педагогических наук. В 2004 присоединился в качестве разгоняющего к национальной сборной России и уже в дебютном для себя сезоне одержал победу среди двоек на национальном первенстве.
В 2008 году стал чемпионом мира среди юниоров, кроме того, в сезоне 2008/2009, находясь в экипаже пилота Дмитрия Абрамовича, удостоился серебряной медали на одном из этапов Кубка Европы и бронзовой на этапе Кубка мира в австрийском Igls . В следующем сезоне пополнил медальную коллекцию ещё одной бронзой, выигранной на этапе Кубка мира в немецком Altenberg. В экипаже пилота Никиты Захарова, в 2009 году занял второе место на чемпионате мира среди юниоров. Благодаря этим удачным выступлениям в 2010 году Юрков был вызван защищать честь страны на Олимпийских играх в Ванкувере. В составе команды пилота Евгения Попова боролся за призовые места в программе четырёхместных экипажей, но по итогам всех заездов оказался лишь восьмым. 
С 2010 года Андрей Юрков выступал от экспериментальной школы высшего мастерства «Воробьёвы горы», г. Москва под руководством тренеров: Соколова Олега и Головастова Дмитрия. В сезоне 2010-2011 стал победителем и призёром Чемпионата России, находясь в экипаже пилота Дмитрия Абрамовича.
После завершения спортивной карьеры в 2012 году, перешел на тренерскую работу. Сейчас работает тренером по бобслею и скелетону в спортивной школе олимпийского резерва по санным видам спорта.